# Кракау, Василий Александрович
Василий Александрович Кракау (7 [19] декабря 1857, Санкт-Петербург, Российская империя — 1936, Ленинград, СССР) — российский педагог, директор школы Карла Мая (1890—1906).

## Биография
Родился 7 (19) декабря 1857 года в Санкт-Петербурге в семье архитектора А. И. Кракау. Мать, Анна Васильевна Григорович — дочь многолетнего конференц-секретаря Академии художеств писателя В. И. Григоровича, внучка скульптора И. П. Мартоса и двоюродная сестра И. К. Григоровича (его отец Константин Иванович Григорович вместе с дочерью священника Марией Александровной Креницкой были восприемниками Василия Кракау).
Как и старший брат Александр (1855—1909), Василий учился и закончил петербургскую школу Карла Мая (гимназическое отделение). В 1876 году поступил на историко-филологический факультет Петербургского университета, который окончил в 1881 году со званием кандидата. Ещё будучи студентом четвёртого курса, он получил разрешение на частную преподавательскую практику. Был оставлен при университете для приготовления к профессорской деятельности, однако по неизвестной причине защита диссертации не состоялась и в 1884 году он начал преподавать историю и географию во 2-й прогимназии (наб. р. Фонтанки, д. 40). С 1886 года начал преподавать в родной гимназии Карла Мая историю и географию (сначала, вне штата); 1 августа 1888 года он был «перемещён» на должность инспектора с оставлением за ним права преподавания, а в 1889 году замещал К. И. Мая во время его отпуска; в следующем году Карл Май передал руководство В. А. Кракау, который приказом Министерства просвещения от 8 сентября 1890 года был утверждён исполняющим обязанности директора. Занимал должность директора до 1906 года.
Сразу же Кракау приступил к созданию полноправного реального училища на базе реального и коммерческого отделений, игравших до того времени второстепенную роль. В речи 22 сентября 1893 года он сформулировал и обосновал несколько своих воспитательных принципов. Исходя из того, что нормальный мальчик «всегда живой» и ему необходим выход естественной энергии, Кракау считал, что «ученикам следует давать как можно больше свободы» и вскоре мальчикам на переменах было разрешено «бегать, кричать, играть в подвижные игры, бороться друг с другом, избегая при этом лишь ожесточения и драк». Прибегать к наказаниям рекомендовалось возможно реже, лишь в крайних случаях, и то только по отношению к «загрубелым натурам». Им было сформулировано важное требование к учителям: «От учеников надо требовать только то, что они в состоянии исполнить и что не превышает сил известного класса и, по возможности, каждого в отдельности». Уже в 1890 году Кракау заменил во всех классах многоместные (на 10-12 человек) столы на двухместные, что положительно сказалось на дисциплине во время уроков. Начиная с 1894/1895 учебного года стали печататься ежегодные «Отчёты о состоянии гимназии и реального училища К. Мая», содержавшие сведения о жизни школы за соответствующий период. В 1900 году Кракау представил доклад, по результатам обсуждения которого педагогическим советом, начиная с 1900/1901 учебного года, в трёх младших классах перестали задавать на дом уроки, а также были отменены ежедневные оценки, оставлены только четвертные. Эти новшества, после их годичного опробования, были одобрены как педагогическим советом, так и родителями.
Был награждён орденами: Св. Владимира 4-й ст., Св. Анны 2-й ст., Св. Станислава 2-й и 3-й ст., черногорским орденом князя Даниила 3-й ст.
Решив в 1905 году жениться на уборщице гимназии Анне Илларионовне (вероятно, уроженке из крестьянской семьи Вышневолоцкого уезда), вышел в отставку в чине действительного статского советника и весной 1906 года он уехал жить в приобретённое имение в Вышневолоцком уезде Тверской губернии — Олешнево, на восточном берегу озера Сьюча, в 1 км севернее истока речки Сьюча из озера. Занимался садоводством и животноводством и в 1931 году на собрании пайщиков Михайловского сельпо был избран председателем ревизионной комиссии. У В. А. Кракау были две дочери, которые умерли в отрочестве в конце 1920-х годов от болезней.
В начале 1930-х супруги Кракау были вынуждены вернуться в Ленинград. В. А. Кракау скончался в Ленинграде на Гулярной улице. Согласно справке о регистрации паспортного стола Петроградского района Санкт-Петербурга, Василий Александрович Кракау был «выписан по смерти 09.04.1936 г.» Место его захоронения не известно. Анна Илларионовна Кракау умерла в Ленинграде в блокаду в 1942 году.